# Gabriel Decebal Cojoc
Gabriel Decebal Cojoc (n. 1968) este un designer și artist vizual român. 
Din anul 2016 este în conducerea Uniunii Artiștilor Plastici din România.

## Biografie
Gabriel Decebal Cojoc s-a născut în Constanța. A absolvit în 1986 Liceul de Artă Nicolae Tonitza din București, iar în anul 1993 a absolvit Academia de Arte, secția Arte Decorative și Design. Este profesor de Educație Plastică / Educație Vizuală, membru al Uniunii Artistilor Plastici din România. 
- În 1996 a fondat revista Design Buletin[1][2], prima revistă care a prezentat studii și informații din actualitatea designului românesc și internațional.
- A fost Președinte al Filialei Design a Uniunii Artiștilor Plastici.
- În prezent în echipa de conducere a Uniunii Artiștilor Plastici din România.

## Activitate artistică
Genuri artistice abordate în activitate: design grafic, design de obiect, grafică, gravură, pictură, obiect, fotografie, instalație.

### Debut
A debutat în anul 1990 la Lausanne, Elveția, în cadrul expoziției de grup "5 tineri artiști români", alături de Jean-Louis Boisnard, Ștefan Constantinescu, Cristi Puiu, Matei Șerban Sandu.

## Premii
- 1998 - Premiul pentru Eficiența Designului acordat de FRD - Fundația Română pentru Design, București
- 1997 - Premiul pentru Arte Vizuale[3] acordat de CIAC - Centrul pentru Artă Contemporană, București
- 1993 - Câștigător al bursei "in memoriam" Ion Popa, fost profesor la Secția Design a Academiei Naționale de Artă, București
- 1992 - Premiul IV la Concursul Internațional de Grafică de Timbre din Japonia
- 1992 - Câștigător al bursei pentru schimb de experiență în Lyon, oferită de Ministerul Francez al Culturii, Lyon, France,
- 1992 - Premiul  Academiei Naționale de Artă pentru realizarea noului logo[4], București
- 1991 - Premiul I la Concursul de Grafică de Timbre[5], organizat de Poșta Română, București
- 1986 - Premiul special pentru grafica la Concursul de Grafica din Turcia, organizat de Crucea Roșie și Semiluna Roșie, Turcia

## Expoziții
2020: "Salonul Național de Artă Contemporană 2020" organizat U.A.P. din România, Galeria Senat, CFP, București
2019: (Re)Abilitare - Proiect de Arte Vizuale - Design pentru conștientizare eco-etică, Galeria 15 Design Hanul cu Tei, București
2019: "50 Design UNArte", expoziția aniversară 50 de ani de școală românească de design la Muzeul Național de Artă al României, București
2016: “Târg de Design la Hanul cu Tei - Designed in Bucharest", Galeria 15 Design Hanul cu Tei, București
2016: "Fusion Arts" - Piese de Artă și Design la Palatul Noblesse - eveniment asociat Romanian Design Week, București
2015: „Limited Edition / Romanian Design” Ediția a 2-a a Expoziției – PANTONE®Marsala, Galeria 15 Design Hanul cu Tei, București
2015: "Salonul de Design Bucuresti", curator proiect expozițional “Design&Light”, Galeria Orizont UAP, București
2015: "Typost" (Typo-graphic posters), curator proiect expozițional de design grafic organizat în colaborare cu departamentul design al UNArte, Galeria Simeza, București
2014: “Limited edition / romanian design” by CID, având ca temă culoarea anului 2014 – PANTONE ® 18-3224 Radiant Orchid, Galeria 15 Design Hanul cu Tei, București
2014: Expoziție de grup “Urban Design Fusion”, organizata de Design UAP și CID grup, eveniment colateral Romanian Design Week 2014, Galeria 15 Design Hanul cu Tei,  București
2013: “City of Joy”, organizator Design București UAP, Galeria 15 Design Hanul cu Tei,  București
2013: “The Art of Bags”, curator proiect expozițional, Galeria 15 Design Hanul cu Tei,  București
2005: "Prototip" Design-R-05, Galeria Artis, Teatrul Național din București
1993: "Design Graduated", Teatrul Național din București
1991: "Turnul Babel" la Casa de Cultură din Constanța
1991: "Turnul Babel" la Casa Vernescu, București
1990: "Romanian - Swiss" la Teatrul Național din București
1990: "5 young Romanian artists in Lausanne", Elveția.

## Articole
- 2019 - Cojoc, Gabriel Decebal  "D•FUSION (design fusion) - Sinteză și evoluții actuale în designul românesc"[nefuncțională]
, 	Revista ARTA (ISSN: 0004-3354) nr 40-41, București